# Olsberg (Germania)
Olsberg è una città di 14 410 abitanti della Renania Settentrionale-Vestfalia, in Germania.
Appartiene al distretto governativo (Regierungsbezirk) di Arnsberg ed è capoluogo del circondario dell'Alto Sauerland.